# 3 Pułk Kirasjerów (Cesarstwo Niemieckie)
3 pułk kirasjerów im. Hrabiego Wrangela (Wschodniopruski) (niem. Kürassier-Regiment „Graf Wrangel“ (Ostpreußisches) Nr. 3) – pułk kawalerii niemieckiej okresu Cesarstwa Niemieckiego.
Pułk został sformowany 19 marca 1717. Stacjonował w Królewcu . Wchodził w skład I Korpusu Armijnego .

 Wiosną 1914 był w strukturze 1 Brygady Kawalerii z  1 Dywizji Piechoty.

## Bibliografia

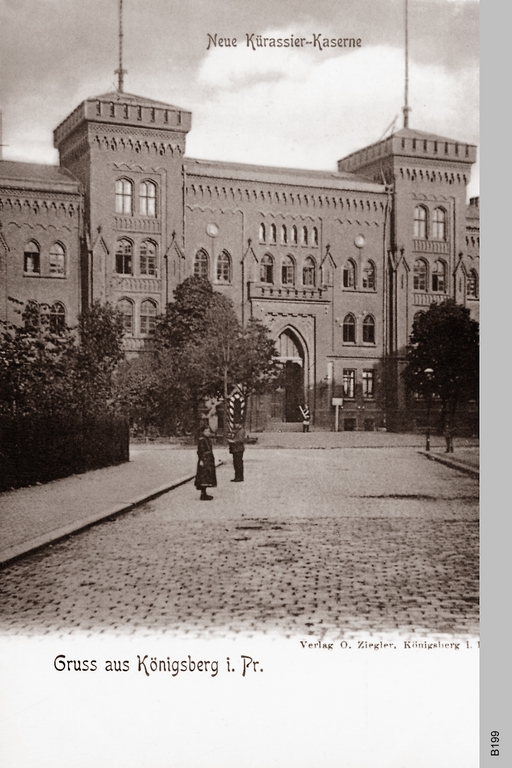
Koszary pułku